# Mu'adh al-Kasasbeh
Muʿādh Ṣāfī Yūsuf al-Kasāsbeh (in arabo معاذ صافي يوسف الكساسبة‎?; al-Karak, 29 maggio 1988 – al-Raqqa, 3 gennaio 2015) è stato un ufficiale giordano, pilota da caccia del 1º Squadrone della Regia Aeronautica Giordana, arso vivo dai terroristi di Dāʿesh che lo avevano catturato in seguito allo schianto del suo caccia F-16 che operava su al-Raqqa il 24 dicembre del 2014.

## Biografia
Muʿādh Ṣāfī Yūsuf al-Kasāsbeh, nato ad al-Karak il 29 maggio 1988, era uno degli otto figli di Safi Yusuf al-Kasasbeh, un professore in pensione. Musulmano sunnita, Muʿādh faceva parte di una famiglia appartenente alla tribù dei Barārsheh, della Giordania meridionale. Suo zio, Fahd al-Kasāsbeh, fu un maggior generale del Regio Esercito Giordano. Prima della sua prigionia, al-Kasasbeh aveva sposato nel settembre 2014 l'ingegnere Anwar al-Tarawneh e viveva nel villaggio di ʿAy, sulle montagne di al-Karak (Governatorato di al-Karak, a un centinaio di km a sud di Amman).

### Carriera militare
Nel 2009, al-Kasāsbeh ottenne i gradi nell'Accademia dell'aeronautica Re Hussein (nonché base aerea di Mafraq) e divenne operativo nella Regia Aeronautica Militare Giordana. Completò il suo addestramento per le tattiche del caccia F-16, istruendosi col 120º Flying Squadr della Republic of Korea Air Force, nella base aerea di Seosan nel quadro del programma di scambio Sud-Corea-Giordania. Nel 2012 fu qualificato come pilota operativo di F-16 e fu assegnato al 1º Squadrone di guarnigione nella base aerea Muwaffaq Salti.
Al tempo della sua cattura, al-Kasāsbeh aveva i gradi di tenente. Ricevette postuma la promozione al rango di capitano.

### Cattura e morte

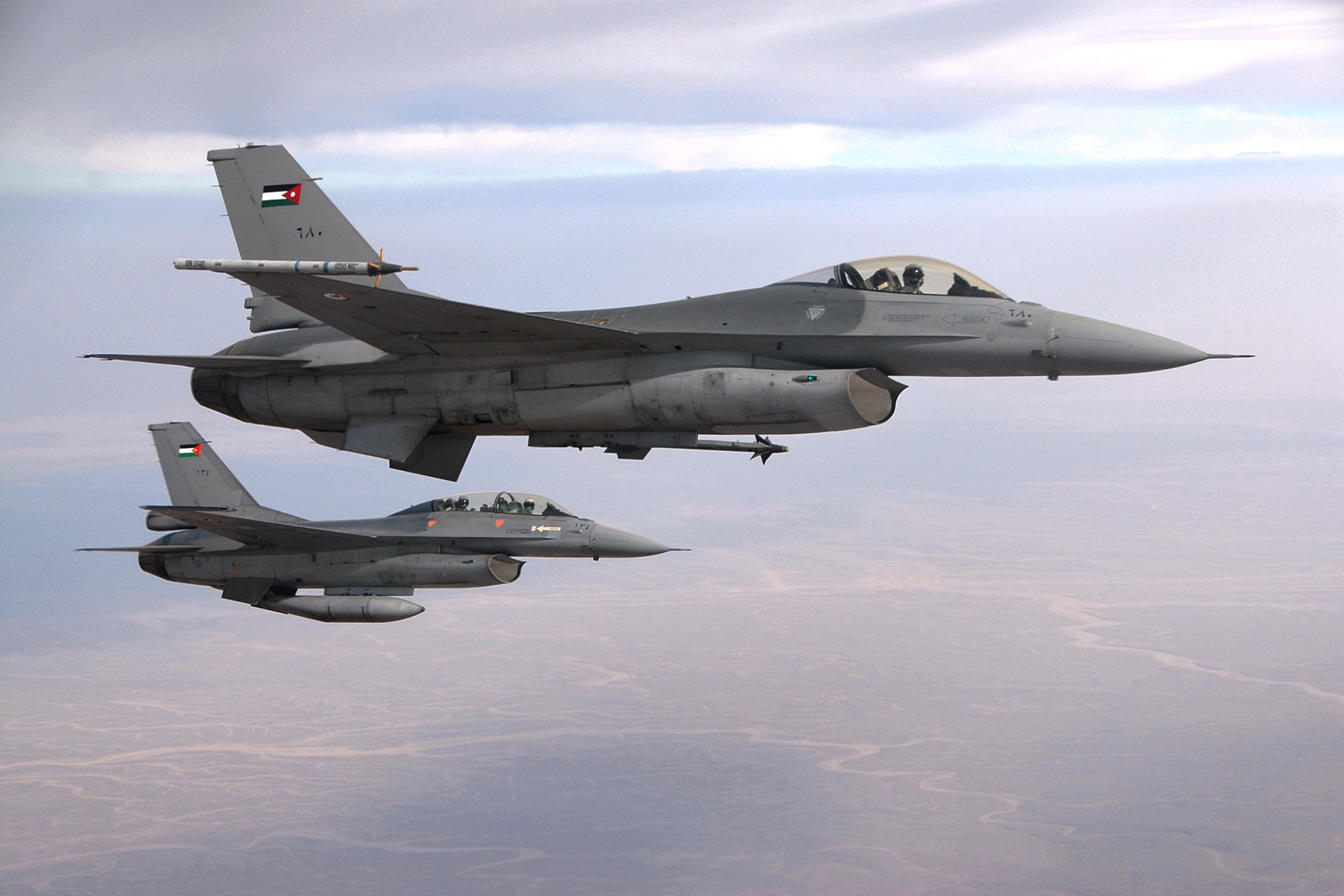
F-16 giordani, simili a quello su cui volava al-Kasāsbeh, nell'ottobre del 2009

Il jet che al-Kasāsbeh pilotava era un Lockheed Martin F-16, precedentemente impiegato dall'Aeronautica Militare Belga. Esso cadde, forse per un guasto meccanico o perché abbattuto da un missile, il 24 dicembre 2014 mentre effettuava un'operazione di attacco aereo contro una fabbrica di mattoni poco dopo la partenza dal campo di aviazione Muwaffaq Salti nel governatorato di al-Zarqa, durante l'intervento militare contro lo Stato Islamico. Il governo giordano parlò di guasto tecnico che avrebbe provocato la sua espulsione dall'abitacolo mentre volava a bassa altitudine, ma Dāʿesh specificò che era stato il pilota stesso a eiettarsi dall'aereo dopo averlo colpito con l'ausilio di artiglieria contraerea. L'ufficiale atterrò col suo paracadute in un lago nei pressi di al-Raqqa, dove venne subito estratto e catturato dai gihadisti dello Stato Islamico, che gli strapparono via l'equipaggiamento e l'uniforme da aviatore lasciandolo nudo dalla cintola in giù. Un pattugliatore lo aveva cercato dopo la sua eiezione, secondo funzionari statunitensi, ma il pilota non aveva potuto sottrarsi alla cattura". Il 30 dicembre 2014 Muʿādh apparve in un'intervista dettagliata della rivista Dābiq di Dāʿesh.
Negoziati ebbero luogo, ma inutilmente, per la sua liberazione. La sua famiglia effettuò per suo conto pressioni sul governo giordano per facilitare il suo rilascio. Inizialmente fu proposto uno scambio tra lui, il giornalista giapponese Kenji Goto anch'egli sequestrato da Dāʿesh, in cambio di Sagida al-Rishawi. La donna aveva cercato di farsi esplodere all'interno di un hotel di Amman, poi fatto esplodere dal marito, ed era stata incarcerata in Giordania e condannata a morte. Il governo giordano insisté nel chiedere prove sull'esistenza in vita del suo pilota, prima di procedere allo scambio. Da'esh rifiutò e pubblicò un video della sua esecuzione. Alcuni analisti hanno affermato che l'offerta dello Stato Islamico era in realtà un inganno per beffarsi del governo giordano e del suo intervento nell'ambito della Coalizione, contro Dāʿesh.
Un'operazione militare per liberare al-Kasāsbeh, condotta forse dalle Forze Speciali Congiunte Giordane (in arabo العمليات الخاصة المشتركة الأردنية‎?, al-ʿAmaliyyāt al-Khāṣṣa al-Mushtaraka al-Urdunniyya), è possibile sia stata tentata il 1º gennaio 2015. Membri del gruppo anti-ISIS a Raqqa, chiamato proprio "Raqqa", hanno affermato di aver assistito ad un attacco aereo su Raqqa in una delle più dure azioni ostili della campagna condotta contro Dāʿesh, mentre quattro elicotteri scaricavano soldati con l'uniforme giordana. La missione fallì quando combattenti dell'ISIS dell'area cominciarono a lanciare missili antiaerei sugli elicotteri, obbligandoli al ritiro. Il 3 gennaio del 2015 al-Kasāsbeh fu arso vivo da Dāʿesh col fuoco mentre si trovava rinchiuso in un gabbione. La sua morte fu ripresa in un video di 22 minuti e 34 secondi, divulgato dalla Al Furqan Media Foundation di Dāʿesh, tramite Twitter.
Il filmato, girato in stile snuff movie ed intitolato "La guarigione del torace dei credenti", mostra il pilota seduto a un tavolo con un occhio nero alla parte sinistra mentre parla dei dettagli del suo caccia e rivela i nomi degli altri undici piloti giordani, tutti colpiti da sentenza di morte da parte di Daesh. Venne successivamente condotto in una gabbia d'acciaio all'esterno, vestito con una tuta arancione e cosparso di benzina. Dopodiché l'ufficiale fu brutalmente bruciato vivo e il suo corpo carbonizzato ricoperto di pietre e sabbia da un trattore.
Alla morte assistettero numerosi uomini armati con passamontagna color sabbia e mimetica desertica, ma il video non fu mandato in onda da numerosi media per l'estrema brutalità delle immagini, mentre Fox News postò il video nella sua interezza sul suo sito web. Il governo giordano affermò che l'esecuzione era stata perpetrata in realtà il 3 gennaio, e non il 3 febbraio, come pretendeva il video su Twitter. Si è detto, senza possibili conferme, che al-Kasāsbeh era stato privato di cibo e bevande cinque giorni prima della sua uccisione. Il 25 febbraio 2015, al-Iʿtisām, uno dei media dell'ISIS, divulgò un altro video con altri particolari dell'esecuzione.

### Reazioni

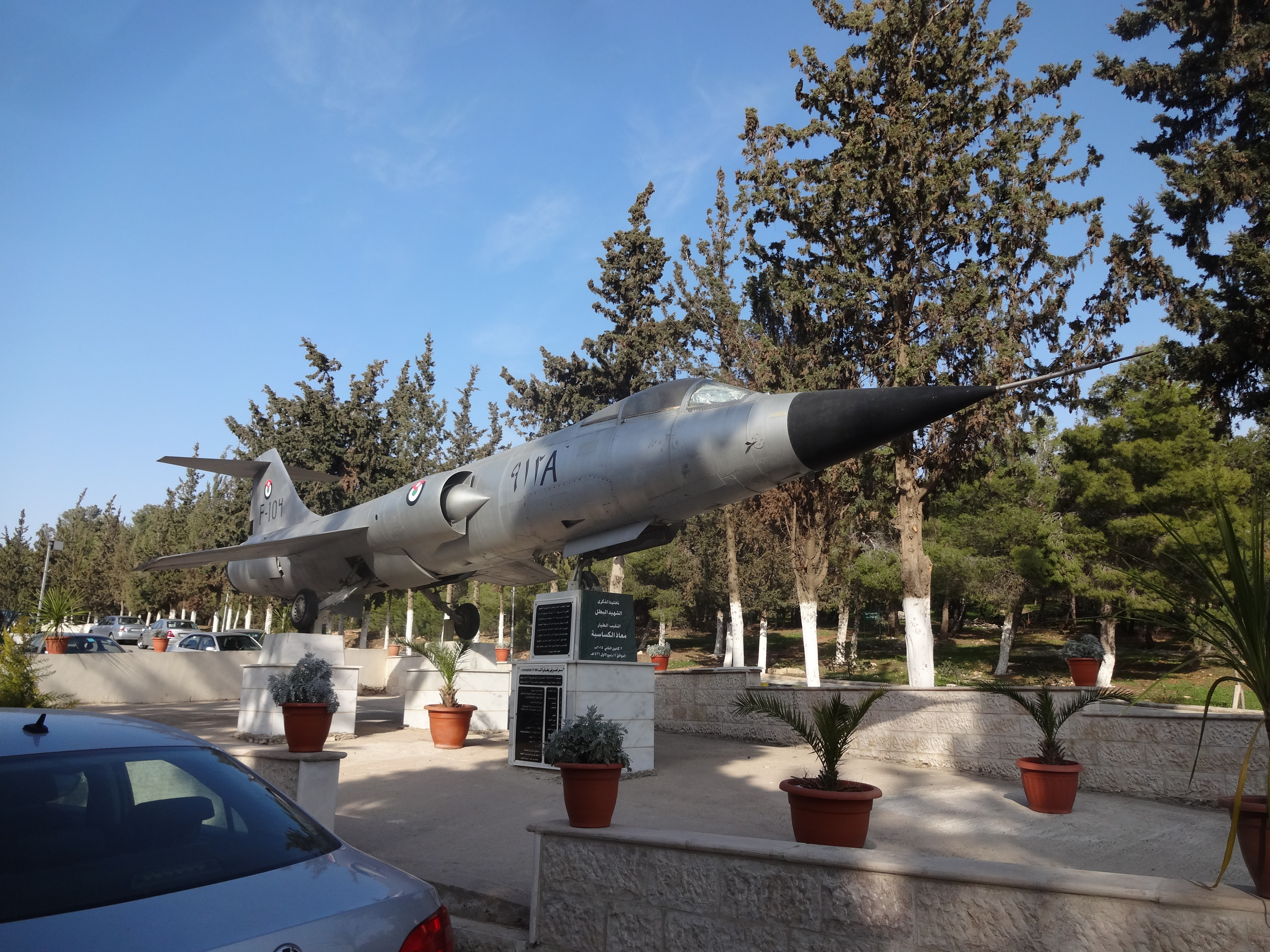
Memoriale dedicato ad al-Kasāsbeh presso l'Università di Giordania

Il barbaro assassinio di al-Kasāsbeh offese l'amor proprio dell'opinione pubblica giordana, anche di quanti erano ostili alla partecipazione del Regno hascemita alle operazioni della Coalizione contro Dāʿesh, che chiese un'azione di vendetta appropriata. Re ʿAbd Allāh II interruppe la sua visita in USA e il governo giordano annunciò che tutti i prigionieri in sua mano, riconosciuti colpevoli di associazione terroristica, sarebbero stati giustiziati nel giro di "poche ore" per vendicare l'assassinio del pilota. Il 4 febbraio 2015 Sagida al-Rishawi e un altro gihadista, Ziyād Khalaf al-Karbūlī, furono giustiziati per impiccagione nella prigione di Swaqa.
Lo stesso giorno la Giordania lanciò la sua offensiva contro Dāʿesh, bombardando le sue posizioni presso Mossul (Iraq), uccidendo 55 combattenti dell'organizzazione terroristica, incluso un comandante veterano. Il giorno seguente, la Giordania condusse una nuova offensiva aerea contro Dāʿesh, i suoi campi di addestramento e i suoi depositi di armi. Secondo fonti statunitensi, gli attacchi di 20 F-16, riforniti in volo e assistiti dagli USA, colpirono l'area di Raqqa (Siria). Al loro ritorno gli aviogetti sorvolarono la casa di al-Kasāsbeh a Karak in segno di omaggio. Secondo la radio e la televisione giordane, i piloti avevano scritto dei messaggi sulle bombe che avrebbero sganciato sui loro obiettivi, come "Per voi, nemici dell'Islam", o versetti del Corano. In 3 giorni di bombardamento, i cacciabombardieri giordani distrussero 56 obiettivi di Dāʿesh e avrebbero ucciso la cifra non verificabile e improbabile di 7000 combattenti dello Stato Islamico.
Numerosi esponenti religiosi condannarono il crimine contro il pilota giordano, malgrado Dāʿesh pretendesse di aver agito nel rispetto della Shari'a. La branca giordana della Fratellanza Musulmana, il Fronte d'Azione Islamica (in arabo جبهة العمل الإسلامي‎?, Jabhat al-ʿAmal al-Islāmī), condannò l'omicidio di al-Kasāsbeh, descrivendolo come un "crimine", senza mai fare però menzione dell'ISIS. Il loro leader, Shaykh Ḥammām Saʿīd, in un'intervista del 5 febbraio a Radio Sawa, chiese che la Giordania abbandonasse la Coalizione contro l'ISIS, dicendo: "La Giordania non dovrebbe far parte di una coalizione condotta dagli Stati Uniti".